# Felix von Königsdorff
Felix Silvius Ferdinand Graf von Königsdorff (* 24. September 1835 in Lohe bei Breslau; † 24. Februar 1924 in Kassel) war ein deutscher Verwaltungsbeamter, Gutsbesitzer und Politiker. 

## Leben
Seine Eltern waren der Graf Felix von Königsdorff (* 8. Februar 1791; † 1. Dezember 1836) und dessen Ehefrau Henriette Luise von Pritzelwitz (* 2. Februar 1798; † 18. Januar 1864) eine Tochter des Generalmajors Karl Ludwig von Pritzelwitz.
Felix von Königsdorff studierte Rechte in Breslau, Heidelberg und Berlin. 1855 wurde er Mitglied des Corps Saxo-Borussia Heidelberg. Nach dem Studium trat er in den preußischen Staatsdienst. Von 1879 bis 1888 war er Landrat des Kreises Rummelsburg i. Pom. Ab 1888 war er Polizeidirektor und von 1891 bis zu seiner Pensionierung 1900 Polizeipräsident von Kassel.
1873–1879 vertrat Königsdorff den Wahlkreis Köslin 2 (Rummelsburg - Schlawe) im Preußischen Abgeordnetenhaus. Er war Mitglied der Fraktion der Freikonservativen Partei.

### Familie
Er heiratete die Paula Freiin von Dalwig (* 10. Februar 1835; † 26. Januar 1919). Das Paar hatte mehrere Kinder:
- Felix Peter Paul Adam (* 29. Juni 1861)
- Rosabella Felice Eva (* 17. Juli 1862; † 10. März 1945)
- Eberhard Felix Adam (* 6. August 1865; † 5. Februar 1934)

⚭ Bertha Mathilde Pfund (* 30. Dezember 1878; † 4. Oktober 1948)
⚭ Elsa Maria Hertzka (* 2. Februar 1873; † 1944)
- Konstantin Prudens Felix Raab Eckehard Adam (* 21. Mai 1880) ⚭  Hanna Elisabeth Schoen (* 21. März 1878)

### Gut Jastrzemb

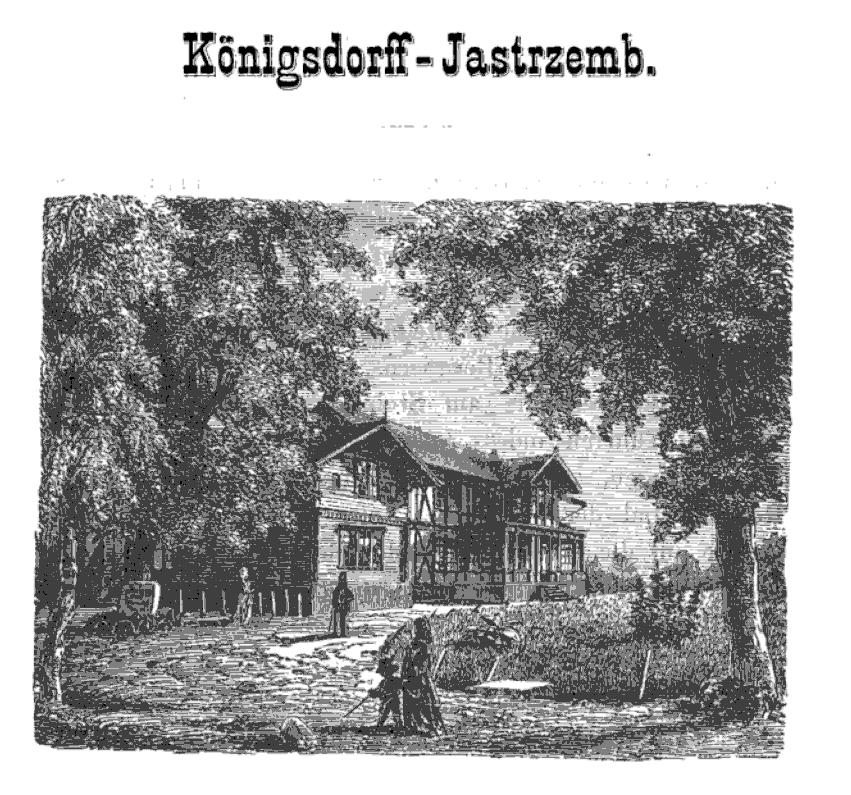
Das Kurhaus von Königsdorff-Jastrzemb um 1872, Holzschnitt von B. Manefeld

Im März 1861 kaufte Königsdorff das im damaligen Kreis Rybnik des preußischen Regierungsbezirks Oppeln gelegene Gut Jastrzemb in Jastrzębie Dolne und schickte Proben des iod- und bromhaltigen Wassers aus der dortigen Quelle nach Breslau und Berlin. Die positive Analyse gab Hoffnung auf ein lukratives Geschäft, und so richtete Königsdorff im April 1861 ein erstes Schweizer Bad ein.
Bald zog das luxuriöse Ambiente  mehr Gäste als geplant an, in der ersten Saison bereits 108. Sicher seines Erfolges, ließ der Graf daher zwischen 1861 und 1862 zwei Kurhäuser, eine Trinkhalle mit direkter Zuleitung von der Quelle und weitere Badeanlagen (zum Teil mit goldenen Wasserhähnen) zur Behandlung von Rheumatismus, Skrofulose, Gicht, Rachitis und Leberkrankheiten erbauen. Weitere Kurbäder und Villen für die Kurgäste wurden errichtet. Gaststätten, Arztpraxen, Tanzsäle, Bibliotheken, Musikzimmer und eine Post folgten. 1862 konnte das Kurhaus 500 Personen aufnehmen.
Den wenig klangvollen Namen Nieder Jastrzemb änderte er in Bad Königsdorff-Jastrzemb. Unter den Gästen waren reicher Adel aus Kongresspolen, Russen, Österreicher, deutsche Aristokraten aus Berlin sowie aus Ostpreußen, nicht zuletzt wegen der günstigen Preise. Die Anzahl der Zimmer wuchs 1865 auf 300. Außer Rheuma wurden dort Frauen-, Haut-, Lähmungskrankheiten sowie Tuberkulose behandelt.
Graf Königsdorff verkaufte später das Gut Jastrzemb und das Heilbad an eine Breslauer Aktiengesellschaft. Trotz neu gebauter Freilichtbühne hatte der Kurort seine Glanzzeit verloren.